# Přezdívky států Spojených států amerických

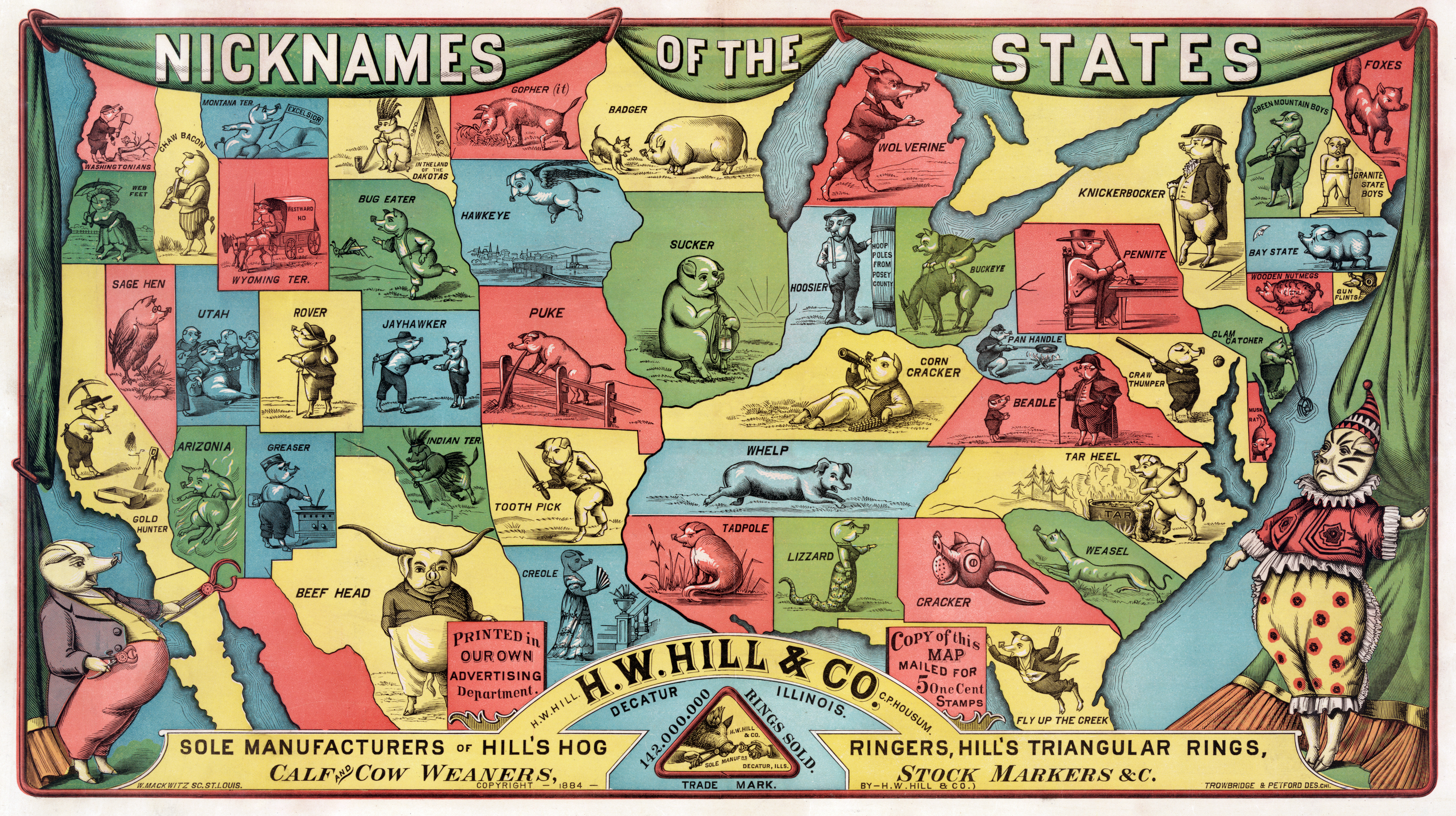
Mapa USA s jejich přezdívkami.1884, Mackwitz, St. Louis

Státy USA mají své oficiálně přijaté přezdívky, další z nich jsou pak tradiční. Většina států Unie jich mívá několik (např. Arizona má oficiální přezdívku Grand Canyon State a dalšími jsou Apache State, Aztec State, Italy of America, Sand Hill State, Sunset State aj.). Jsou však i státy, které nemají oficiálně přijatou přezdívku (Alabama). Tyto přezdívky vyjadřují jistou charakteristiku jednotlivých států (Aljaška je země půlnočního slunce). Nejčastěji se lze s těmito přezdívkami setkat na registračních značkách automobilů, kde jsou uvedeny drobným písmem.

## Seznam přezdívek státůUSA
| Stát             | Přezdívka, přezdívky                                                  |
| ---------------- | --------------------------------------------------------------------- |
| Alabama          | Camellia State, Heart of Dixie, Yellowhammer State                    |
| Aljaška          | Last Frontier, Mainland State, Land of the Midnight Sun               |
| Arizona          | Apache State, Grand Canyon State                                      |
| Arkansas         | Bear State, Land of Opportunity, Natural State                        |
| Colorado         | Centennial State                                                      |
| Connecticut      | Constitution State, Nutmeg State, Arsenal of the Nation               |
| Delaware         | Diamond State, First State                                            |
| Florida          | Everglade State, Sunshine State                                       |
| Georgie          | Empire State of the South, Peach State                                |
| Havaj            | Aloha State                                                           |
| Idaho            | Gem State                                                             |
| Illinois         | Prairie State, Land of Lincoln                                        |
| Indiana          | Hoosier State                                                         |
| Iowa             | Hawkeye State, Corn State                                             |
| Jižní Dakota     | Coyote State, Mount Rushmore State                                    |
| Jižní Karolína   | Palmetto State                                                        |
| Kalifornie       | Golden State, Golden West, El Dorado State, Land of Milk and Honey    |
| Kansas           | Sunflower State, Jayhawker State                                      |
| Kentucky         | Bluegrass State                                                       |
| Louisiana        | Pelican State, Sugar State, Creole State                              |
| Maine            | Pine Tree State                                                       |
| Maryland         | Old Line State, Free State                                            |
| Massachusetts    | Bay State, Old Colony                                                 |
| Michigan         | Wolverine State, Great Lake State                                     |
| Minnesota        | Gopher State, North Star State, Land of 10,000 Lakes                  |
| Mississippi      | Magnolia State, Hospitality State                                     |
| Missouri         | Show Me State, Bullion State, Lead State, Ozark State                 |
| Montana          | Treasure State, Big Sky Country                                       |
| Nebraska         | Cornhusker State, Beef State                                          |
| Nevada           | Silver State, Sagebrush State, Battle-Born State                      |
| New Hampshire    | Granite State, Scenic State                                           |
| New Jersey       | Garden State                                                          |
| New York         | Empire State                                                          |
| Nové Mexiko      | The Land of Enchantment, The Colorful State                           |
| Ohio             | Buckeye State                                                         |
| Oklahoma         | Sooner State                                                          |
| Oregon           | Beaver State                                                          |
| Pensylvánie      | Keystone State                                                        |
| Rhode Island     | Ocean State, Plantation State                                         |
| Severní Dakota   | Sioux State, Peace Garden State, Flickertail State, Rough Rider State |
| Severní Karolína | Old North State, Tar Heel State, Turpentine State                     |
| Tennessee        | Volunteer State                                                       |
| Texas            | Lone Star State                                                       |
| Utah             | Beehive State                                                         |
| Vermont          | Green Mountain State                                                  |
| Virginie         | Old Dominion, Mother of Presidents                                    |
| Washington       | Evergreen State                                                       |
| Wisconsin        | Badger State, America's Dairyland                                     |
| Wyoming          | Equality State, Cowboy State                                          |
| Západní Virginie | Mountain State                                                        |